# Tartar
Tartar is een plaats en voormalige gemeente in het Zwitserse kanton Graubünden, en maakt deel uit van het district Hinterrhein.
Tartar telt 173 inwoners.